# Алерштедт
Алерштедт (нем. Ahlerstedt) — община в Германии, в земле Нижняя Саксония.
Входит в состав района Штаде. Подчиняется управлению Харзефельд. Население составляет 5056 человек (на 31 декабря 2010 года). Занимает площадь 62,45 км².
Коммуна подразделяется на 8 сельских округов.